# 대한민국 민법 제1047조
대한민국 민법 제1047조는 분리후의 상속재산의 관리에 대한 대한민국 민법 조문이다.

## 조문
제1047조(분리후의 상속재산의 관리) ①법원이 재산의 분리를 명한 때에는 상속재산의 관리에 관하여 필요한 처분을 명할 수 있다.
②법원이 재산관리인을 선임한 경우에는 제24조 내지 제26조의 규정을 준용한다.